# Mauritius ai Giochi della XXXI Olimpiade
Mauritius ha partecipato ai Giochi della XXXI Olimpiade, che si sono svolti a Rio de Janeiro, Brasile, dal 5 al 21 agosto 2016, con una delegazione di dodici atleti impegnati in otto discipline. Portabandiera alla cerimonia di apertura è stata la giocatrice di badminton Kate Foo Kune.
Si tratta della nona partecipazione di questo paese ai Giochi. Non sono state conquistate medaglie.